# Брионес, Инти
Инти Брионес (исп. Inti Briones, 3 мая 1971, Лима) – чилийский кинооператор перуанского происхождения.

## Биография
В 1987-1989 изучал фотографию и операторское искусство в Лиме. В 1990-1991 учился в Париже. Вернувшись в Латинскую Америку, обосновался в Сантьяго. Снимает документальные и игровые ленты в кино и на телевидении, преподает в университетах. В 1996 возглавил Ассоциацию режиссёров короткометражного кино.

## Избранная фильмография
- 2002: El Leyton (Гонсало Хустиниано)
- 2002:Tres Noches de un Sábado (Хоакин Эйсагирре)
- 2004: Пикники/ Días de Campo (Рауль Руис)
- 2004: El Tesoro de los Caracoles (Кристиан Хименес, короткометражный)
- 2005: XX (Кристиан Хименес, короткометражный)
- 2006: Адам и Ева/ Adán y Eva (Грегори Коэн)
- 2007: Настоящая провинция/ La Recta Provincia (Рауль Руис)
- 2007: Tendida mirando las estrellas (Андрес Ракс)
- 2008: Небо, земля и дождь/ El Cielo, la Tierra y la Lluvia (Хосе Луис Торрес Лейва; Premio Pedro Sienna, Чили, за лучшую операторскую работу)
- 2008: 199 рецептов счастья/ 199 Recetas para ser Feliz (Андрес Вайсблут)
- 2008: Банкирский дом Нусингена/ La maison Nucingen (Рауль Руис)
- 2008: Trance (1-10) (Хосе Луис Торрес Лейва)
- 2009: Оптические иллюзии/ Ilusiones Ópticas (Кристиан Хименес)
- 2009: Подкидыш/ Huacho (Алехандро Фернандес Альмендрас)
- 2010: Улисс/ Ulises (Оскар Годой)
- 2011: Бонсай/ Bonsái (Кристиан Хименес)
- 2011: Sentados frente al fuego (Алехандро Фернандес Альмендрас)
- 2011: Лето/ Verano (Хосе Луис Торрес Лейва)
- 2011: Самая одинокая планета/ The Loneliest Planet (Джулия Локтев)
- 2012: Ночь напротив/ La noche de enfrente (Рауль Руис)
- 2013: Сезон летучих рыб/ El verano de los peces voladores (Марсела Саид; премия жюри МКФ в Уинстон-Сейлеме, Северная Каролина)
- 2013: Las niñas Quispe (Себастьян Сепульведа, премия за операторское искусство Венецианского МКФ)
- 2014: Убить человека/ Matar a un hombre (Алехандро Фернандес Альмендрас)
- 2014: Лига мечты (Фредерик Обюртен)